# Opus (osztrák együttes)
Az Opus egy népszerű osztrák pop rock együttes volt. A zenekar oszlopos tagjai Herwig Rüdisser (ének), Ewald "Sunny" Pfleger (gitár), Kurt-René "Kushel" Plisnier (billentyűsök) és Günter "Mucky" Grasmuck (dobfelszerelés), régebbi tagjaik pedig Günther Timischl (aki később az STS trió alapító tagja lett), Walter Bachkönig, Hans Palier és Peter Niklas "Niki" Gruber (basszusgitár) voltak. 1973-ban alakultak meg Grazban. Legismertebb daluk a Live is Life, amelyet a banda frontembere, Pfleger írt. Egyik sorának félrehallásából született meg a jól ismert magyar mém, a Levelet kaptam, lájf. A dalt több más külföldi előadó is feldolgozta, a mai napig is az osztrák zenei listák élén van. Az együttes első albumát 1980-ban adta ki Daydreams címmel; ekkoriban a banda hangzása még sokkal közelebb állt a komolyzenéhez, mint a későbbiekben általuk képviselt pop-rock műfajhoz, ez az album legtöbb dalán érezhető, például sok benne az instrumentális rész, kevés a refrén, stb.
Egyéb ismertebb dalaik: "Flyin' High", "Faster and Faster", "Up and Down", "Whiteland", "Will You Ever Know Me", "Rock on the Rocks", "Follow Me", "Eleven", "Keep Your Mind", "Somewhere Somehow". Az 1985. június 28-29-ei kétnapos grazi koncert a leghíresebb koncertjük, amelyen olyan ismert osztrák énekesekkel és zenekarokkal játszottak együtt, mint Falco, Maria Bill, az STS, a KGB, Wilfried és mások. A koncertről felvétel is készült, amelyet a banda aztán ki is adott CD-n Opus & Friends címmel.
A zenekar 2020. augusztus 24-én, közel öt évtizedes karrier után jelentette be feloszlását, amely végül a búcsúalbumuk (Opus Magnum) bemutatása és egy utolsó turné után következett be 2021. december 21-én. Pfleger korábban Rüdisser gyengélkedésére hivatkozott egy interjúban, hivatalosan pedig a "Made My Day" című daluk soraival búcsúztak: "A zene a szenvedélyem, de nem a teljes életem, de egésszé tesz engem és az életem" ("Music is my passion but not my whole life, but it's making me and my life whole"). Utolsó, kétnapos koncertjük felvételét, a Last Note-ot (utalás a The Opusition című albumuk utolsó dalának címére) később kiadták CD-n.
A banda Rüdisser nélkül, The Opus Band néven 2023-ban csatlakozott a Schick Sisters nevű trióhoz, amellyel aktívan együttműködnek, de újfajta dalokat írnak, és műfajilag is elhatárolódtak a Rüdisser-féle Opustól.

## Tagjai
Végső felállás
- Herwig Rüdisser – vezető vokál
- Ewald Pfleger – gitár, háttérvokál
- Kurt-René Plisnier – billentyűs hangszerek
- Günter Grasmuck – dobok, ütőshangszerek

## Diszkográfia

### Stúdióalbumok
- Daydreams (1980)
- Eleven (1981)
- The Opusition (1982)
- Up and Down (1984)
- Solo (1985)
- Opus (1987)
- Magical Touch (1990)
- Walkin' on Air (1992)
- Love, God & Radio (1996)
- The Beat Goes On (2004)
- Opus Magnum (2020)

### Koncertalbumok
- Live is Life (1984)
- Jubilee (1993)
- Tonight at the Opera (2009)
- Opus & Friends: Graz Liebenau (2013)
- The Last Note (2022)

### Válogatások
- Best of (1985)
- Greatest Hits – The Power of Live Is Life (1998)
- Millenium Edition (2000)
- Flyin' Higher – Greatest Hits (2003)
- Back to Future – The Ultimate Best-Of (2008)